# Tipula strigosa
Tipula strigosa är en tvåvingeart som beskrevs av Evgenyi Nikolayevich Savchenko 1952. Tipula strigosa ingår i släktet Tipula och familjen storharkrankar. Inga underarter finns listade i Catalogue of Life.